# Lotte Bovy
Lotte Bovy (9 februari 2001) is een Nederlands voetbalspeelster. Ze speelde tot 2019 bij SBV Excelsior in de Eredivisie, en ging na haar het behalen van haar vwo-diploma studeren in Amerika. Daar gaat ze voetballen voor Iona College in New York. In de zomer van 2020 stapt ze over naar de University of Charleston, West-Virginia.

## Statistieken
| Seizoen | Club          | Land      | Competitie | Wedstrijden | Doelpunten |
| ------- | ------------- | --------- | ---------- | ----------- | ---------- |
| 2017/18 | SBV Excelsior | Nederland | Eredivisie | 2           | 0          |
| 2018/19 | SBV Excelsior | Nederland | Eredivisie | 1           | 0          |
| Totaal  | Totaal        | Totaal    | Totaal     | 3           | 0          |

Laatste update: september 2020